# Bäherden
Bäherden – miasto w południowym Turkmenistanie, w wilajecie achalskim, siedziba etrapu. W 2022 roku liczyło ok. 37,6 tys. mieszkańców. 